# Aeschropteryx martina
Aeschropteryx martina är en fjärilsart som beskrevs av Druce 1891. Aeschropteryx martina ingår i släktet Aeschropteryx och familjen mätare. Inga underarter finns listade i Catalogue of Life.